# 乌鲁木齐市博物馆
乌鲁木齐市博物馆（維吾爾語：ئۈرۈمچى شەھەرلىك مۇزېي‎，乌鲁木齐市革命历史纪念地管理中心）是中华人民共和国新疆维吾尔自治区乌鲁木齐市的综合性地方史博物馆。位于水磨沟区凤起街111号，乌鲁木齐市博物馆是国家三级博物馆。
乌鲁木齐市博物馆于1989年底正式成立，1991年开始办展。博物馆先与乌鲁木齐市文物保护管理所合署办公，后与乌鲁木齐市革命历史纪念地管理中心合并，实行一个机构两块牌子。乌鲁木齐市博物馆起先在天山区的乌鲁木齐文庙内，2005年迁至水磨沟区和乌鲁木齐市图书馆共用的同一建筑内，2021年迁至乌鲁木齐市文化中心。如今的乌鲁木齐市博物馆建筑面积约3.37万平方米，展厅面积约1万平方米。
乌鲁木齐市博物馆设置有常设展《乌鲁木齐历史文化陈列》以及精品展《家园记忆》《乌鲁木齐非物质文化遗产展》。截止2021年，乌鲁木齐市博物馆馆藏文物14157件（套），珍贵文物近80件（套），其中包括新疆商业银行发行的股票等国家一级文物16件，新疆布政使职官题名碣等国家二级文物29件。

## 建馆历史

### 早期机构

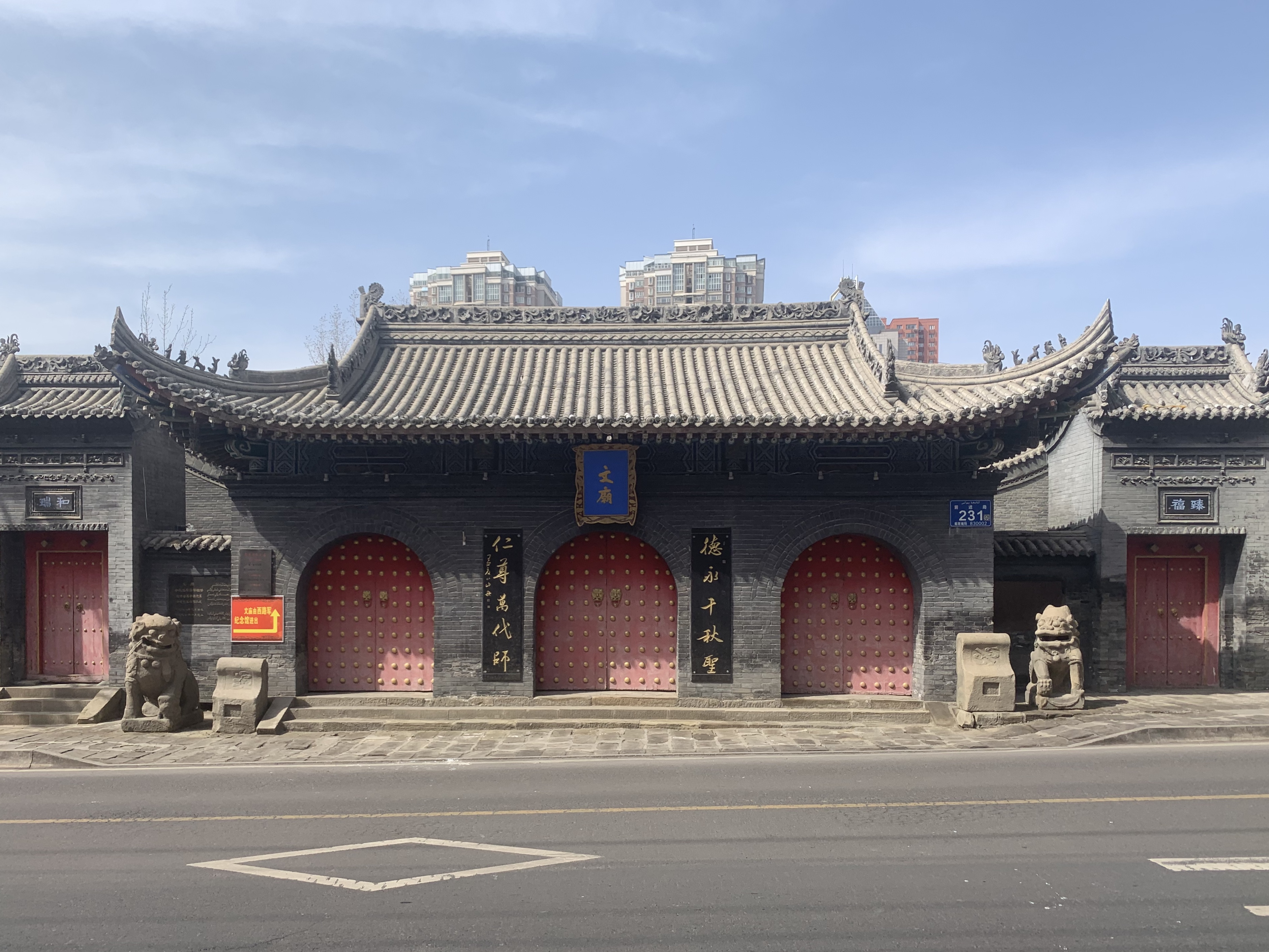
乌鲁木齐市文庙（乌鲁木齐市博物馆第一处馆址）

20世纪50年代以前，迪化（今乌鲁木齐市）并无专门管理、保护文物的机构，也无文博设施。50年代中叶，迪化市文教局设文化科，专管市文物、文化工作。1973年，乌鲁木齐市文化局成立。2年后，乌鲁木齐市文物管理委员会在八路军驻新疆办事处旧址成立，不过因缺少专业人员参与工作导致乌鲁木齐市的文物保护工作进展停滞。20世纪80年代早期，乌鲁木齐市文物管理委员会被裁撤，之后乌鲁木齐市文物保护管理所成立，隶属于乌鲁木齐市文物局。其职责为保护、管理、调查、宣传、收藏、研究乌鲁木齐地区文物，并配合考古部门的工作。此时，乌鲁木齐市文物保护管理所址位于乌鲁木齐市天山区明德路。

### 文庙时期
1985年10月16日，乌鲁木齐市博物馆批准筹备，1989年11月正式成立。乌鲁木齐市文物保护管理所与乌鲁木齐市博物馆合署办公，实行一个机构两块牌子。最初，乌鲁木齐市博物馆选址在了乌鲁木齐文庙，馆址利用原有古建筑群建设而成。当时文庙前院经营古文化项目，后院则是乌鲁木齐市博物馆展室。
1991年9月18日，乌鲁木齐市博物馆首次预展开放。乌鲁木齐市博物馆建馆之初，举办包括《乌鲁木齐文物概况展》《石人石碑展》《乌鲁木齐城建史展》等多个陈列展。当时乌鲁木齐市博物馆馆藏文物不到70件，还有近100件的标本。展出有照片、绘画40幅，文物41件，钱币60枚、石碑、古铁炮等21件。由于文庙没有取暖设备，每年冬季乌鲁木齐市博物馆无法开馆。

### 南湖时期

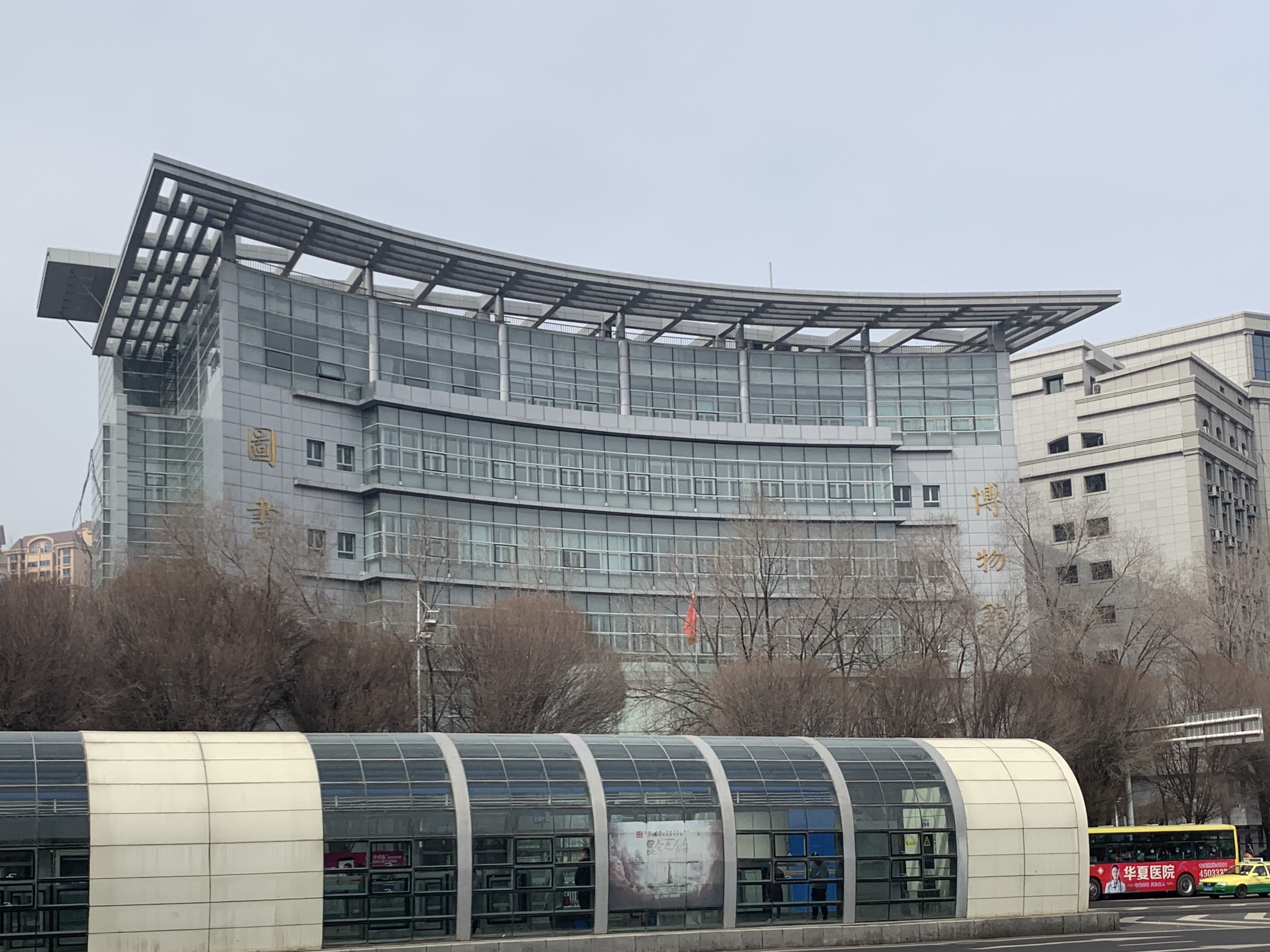
2005年到2021年底的乌鲁木齐市博物馆

2005年，乌鲁木齐市革命历史纪念地管理中心成立。是年9月28日，乌鲁木齐市博物馆与乌鲁木齐市图书馆同时迁入位于南湖南路的新馆乌鲁木齐市图书馆博物馆基地。2008年起，乌鲁木齐市博物馆免费对外开放。2010年5月，乌鲁木齐市博物馆与乌鲁木齐市革命历史纪念地管理中心合并，改名为乌鲁木齐市博物馆（乌鲁木齐市革命历史纪念地管理中心），实行一个机构两块牌子。
乌鲁木齐市博物馆新馆址位于中华人民共和国新疆维吾尔自治区乌鲁木齐市水磨沟区南湖南路。乌鲁木齐市图书馆博物馆基地中一层、二层和六层属于乌鲁木齐市博物馆。其中一层面积1251平方米，有多功能展厅、休闲厅等设施，二层面积1595平方米，主要为基本陈列厅。彼时，乌鲁木齐市博物馆先后举办50多个陈列展，包括《丝路源流——新疆文物考古新成就展》《发现之旅——乌鲁木齐市第三次全国文物普查成果展》《启封西域遗宝——新疆考古大发现展》等。截止2012年，乌鲁木齐市博物馆拥有包括15件国家一级文物在内的历史文物、革命文物、民俗文物等397件。在迁至乌鲁木齐市文化中心前，乌鲁木齐市博物馆举办《民族团结一家亲主题教育展》（一层）和《乌鲁木齐历史基本陈列》（二层）。

### 文化中心

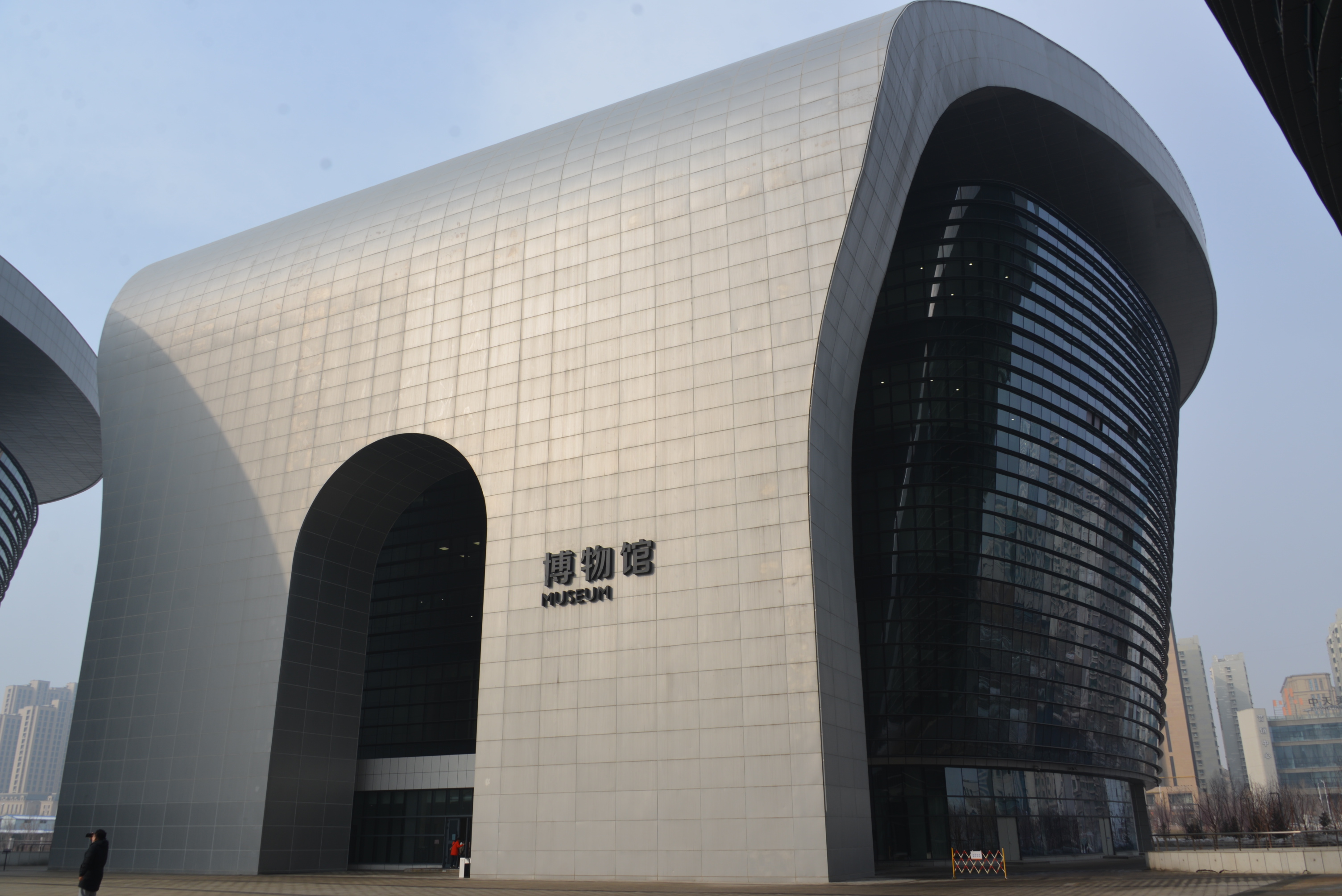
六馆一心的乌鲁木齐市博物馆

如今，乌鲁木齐市博物馆坐落在中华人民共和国新疆维吾尔自治区乌鲁木齐市水磨沟区凤起街111号，乌鲁木齐市文化中心内。2021年12月10日，乌鲁木齐市博物馆新馆开馆。
此时的乌鲁木齐市博物馆建筑面积近3.4万平方米，层高约7.5米，除屋盖造型网架外的建筑高度45米，为框架-剪力墙结构体系建筑。建筑平面为圆蛋型，竖立面是从二层开始外伸的“上大下小”的外形。博物馆包括地下室在内共6层，其中展厅面积约1万平方米。其中一层是博物馆序厅；二到三层是《乌鲁木齐历史文化陈列》；《家园记忆》和《乌鲁木齐市非物质文化遗产展》同时在博物馆四层布展，清代戏楼展区也设置在博物馆四层；研学基地和临展区坐落在博物馆顶楼。

## 机构职能
乌鲁木齐市博物馆（乌鲁木齐市革命历史纪念地管理中心）隶属于乌鲁木齐市文化和旅游局，单位地址位于乌鲁木齐市天山区胜利路392号。主要职责有二，分别是征集、整理、陈列、展览、科学研究文物，对革命历史纪念地进行管理和维护；面对公众进行爱国主义、民族团结、历史文化和革命传统教育。
乌鲁木齐市博物馆（乌鲁木齐市革命历史纪念地管理中心）下设办公室、乌鲁木齐市博物馆管理部、八路军驻新疆办事处纪念馆管理部、中国工农红军西路军总支队纪念馆管理部、毛泽民故居管理部。

## 展览

### 大厅与序厅
进入乌鲁木齐市博物馆首先是长20余米，高6米的浮雕作品。中央美术学院建筑学院景观学系副主任、副教授钟山风和中央美术学院造型学科基础部副主任、副教授卢征远共同设计了该浮雕。雪莲花瓣元素是组成浮雕的主要元素，环绕于浮雕核心内容。其内有博格达峰为背景，乌鲁木齐城市景观为近景，浮雕中心是石榴籽和新疆各族人民。浮雕画面的四周有祥云和浪花图案。
浮雕背后为一号厅，即博物馆序厅，序厅主题从时间和空间两个不同的角度，以大型布景和书画卷轴两种形式展示所选取乌鲁木齐市历史上代表建筑和元素。并以多媒体的形式介绍乌鲁木齐的地理位置、环境生态、文化历史等信息。

### 乌鲁木齐历史文化陈列
《乌鲁木齐历史文化陈列》是乌鲁木齐市博物馆常设陈列展，以通史的形式展示了石器时代至中华人民共和国成立的历史。分布于博物馆二、三层的六个展厅中，共分为九部分，共展出16件国家一级文物、29件国家二级文物以及千余件其它展品。所展出的早期内容以萨恩萨依墓地、阿拉沟墓地等地为重点，展出包括国家二级文物镂空对羊铜牌饰在内的青铜武器、马具、陶器等文物。也展出了吐鲁番阿斯塔纳墓地出土的“租田契”、迪化金汤永固残碑等从乌鲁木齐及周边发掘的历史文物。
博物馆三楼设有以场景复原、图文展示等形式展示以清末天津杨柳青人跟随左宗棠来到新疆开展商业活动，即“赶大营”为主的商业情景，展出有如包括迪化成立最早的票号蔚丰厚票号、第一家川菜馆杏花村、清末兴盛的会馆等。

### 家园记忆
《家园记忆》位于博物馆四层，是乌鲁木齐市博物馆推出的精品展。《家园记忆》分为三个部分：岁月如歌、澎湃春潮、家园巨变，展示自中华人民共和国成立至今乌鲁木齐的发展变迁。展出形式包括图文、实物场景、多媒体展示。前期《家园记忆》展出有超过80家单位和个人捐赠的超过1600件（套）老物件和展品，包括乌鲁木齐首台电动织机、不同年代的粮票等。
在《家园记忆》展厅内既能看到记录1958年，乌鲁木齐市各族青年在冬季修建32公里的“青年渠”历史史实的奖状、奖章、《新疆画报》的相关报道；也有复原歌手刀郎的《2002年的第一场雪》中，停靠在八楼（新疆昆仑宾馆）的2路汽车的场景；还有展示包括乌鲁木齐市红山公园在内的乌鲁木齐地标的的发展变迁的新旧照片。

### 乌鲁木齐非物质文化遗产展
《乌鲁木齐非物质文化遗产展》位于乌鲁木齐市博物馆四层，是乌鲁木齐市博物馆精品陈列之一，展出的是包括包括刺绣、剪纸作品、维吾尔族婚俗在内的非遗项目和非遗成果。

## 重要展品
截止2021年，乌鲁木齐市博物馆馆藏文物14157件（套），珍贵文物近80件（套），其中国家一级文物16件，二级文物29件。其中国家一级文物包括邓发的围巾、林基路家书、新疆商业银行发行的股票等。
新疆布政使职官题名碣
新疆布政使职官题名碣为国家二级文物，最初砌于迪化布政衙署大堂的青砖墙壁上，为青砂岩石质。高1.55米，宽0.63米。碣下部漫漶不清，上部字迹清晰，可辨230余字，记录的是从清末魏光焘至王树枏历任布政司官职名录。
金汤永固残碑
金汤永固残碑仅剩碑额，残高94厘米、宽94厘米，厚24厘米，为硬质砂岩质。碑残留有阴刻“金汤永”竖行楷书。金汤永固碑于清乾隆时期修建迪化城墙时，立于护城河处。1989年修建红旗路地下商业街时被发现。

## 标志标识
2023年4月，乌鲁木齐市博物馆公布其最新的乌鲁木齐市博物馆标志标识。标志标识以繁体隶书字体“烏”为基础，包含布币、出土于阿斯塔那古墓群的《伏羲女娲图》、太极五行等元素。标志标识会用于馆内设施建设、文创设计、文旅推广等多个方面，成为该博物馆的象征符号。

## 文教活动
乌鲁木齐市博物馆会举办各类临时展和文教活动，如2023年“博物馆活动月”系列活动中，举办《丝路彩陶寻踪感受纹饰之美》体验活动；《千年女红》非物质文化遗产体验活动；红色电影展映——《闪闪的红星》《文物修复大师》儿童体验活动；《遇见明镜》铜镜打磨体验活动等。在节假日、纪念日、文化节时，乌鲁木齐市博物馆也会举办相应主题的活动，如2023年春节，举办《我在博物馆过大年》迎新春系列活动；在5月国际博物馆日举办《博物馆“活”起来》沉浸式体验活动”；在2023年6月举办的乌鲁木齐戏曲艺术节时，乌鲁木齐市博物馆举办画脸谱、穿戏服戏曲艺术体验活动等。除在博物馆馆舍举办活动外，乌鲁木齐市博物馆还会在不同地区举办移动展览和活动。如2021年，在乌鲁木齐多个社区举办的《建设美丽新疆 共圆祖国梦想——新疆四史》专题图片展；2023年6月在新疆医科大学，乌鲁木齐市博物馆和乌鲁木齐市文化馆联合举办的《乌鲁木齐市非物质文化遗产保护成果版面宣传、成果》图片展和展示活动。

## 评级称号
2009年7月，乌鲁木齐市博物馆被评为首批国家三级博物馆。2018年，乌鲁木齐市博物馆被中华人民共和国教育部教育部办公厅评为全国中小学生研学实践教育基（营）地。2023年6月，乌鲁木齐市博物馆成为中央民族大学铸牢中华民族共同体意识教育实践基地。

## 图库
| - 水西沟乡征集的铜圈足鍑 - 乌鲁木齐市博物馆内的迪化城模型 - 部分乌鲁木齐市传统建筑的复原模型和构件实物 - 乌鲁木齐市博物馆展出的彩陶 - 跃进街11号民居的花草木雕构建 - 乌鲁木齐市博物馆展出的曾经在新疆流通货币 - 乌鲁木齐市博物馆馆藏的萨恩萨依墓地出土的文物 - 乌鲁木齐历史文化陈列复原场景——牌坊，原牌坊位于今天山奥特莱斯 - 乌鲁木齐历史文化陈列复原场景——杏花村 - 乌鲁木齐市博物馆《家园记忆》展出的新旧对比照片 - 乌鲁木齐市博物馆《家园记忆》展出的新旧对比照片 - 乌鲁木齐市博物馆《家园记忆》展出的部分展品，可以看到手风琴、旧电视、旧收音机 - 乌鲁木齐市博物馆《家园记忆》展出的部分展品，可以看到乌鲁木齐市的首台电动织机 - 乌鲁木齐市博物馆乌鲁木齐非物质文化遗产展展厅一角 - 不同语言（汉文、满文和锡伯文）的书法作品 - 艾德莱丝绸及织机 - 乌鲁木齐市博物馆馆藏的两种艾捷克 - 乌鲁木齐市博物馆展出的桑皮纸套色剪纸作品 - 停靠在八楼的二路汽车复原，乌鲁木齐市博物馆 |